# Ambulacraria
Ambulacraria is een groep in het dierenrijk, bestaande uit de Echinodermata (stekelhuidigen) en Hemichordata (kraagdragers). Fylogenetische analyses suggereren dat deze twee stammen ongeveer 533 miljoen jaar geleden splitsten. Ambulacraria is een deel van de Deuterostomia, en zustergroep van de Chordata (chordadieren). Ambulacraria wordt soms ook wel gezien als een superstam in plaats van een groep (geen echte taxonomische rang).
Enkele voorbeelden van dieren die tot de Ambulacracria behoren zijn zeesterren, zee-egels, zeekomkommers, zeelelies, haarsterren, slangsterren, eikelwormen en Pterobranchia.

## Anatomie
Ambulacraria's hersenen zijn nooit ver ontwikkeld, hun encefalisatie (de toename van het hersenvolume tijdens de evolutie) was zeer beperkt en zintuigen zijn vervolgens slecht ontwikkeld.

## Fylogenie

### Gemeenschappelijke voorouder
De laatste gemeenschappelijke voorouder van Ambulacraria had vermoedelijk een diffuus zenuwstelsel, maar geen mesoderm dat uitgroeit tot skelet. De larve van deze voorouder was een planktotrofisch dipleurula en deed aan metamorfose. Dit organisme bezat hoogstwaarschijnlijk het uitscheidingsorgaan nefridium en had faryngeale kieuwspleten.

### Eigenschappen
De belangrijkste gelijkenissen tussen Echinodermata en Hemichordata zitten in het coeloom en in de larven. De volwassen individuen daarentegen zijn behoorlijk verschillend. Zo zijn stekelhuidigen veelzijdig symmetrisch, terwijl kraagdragers tweezijdig symmetrisch zijn.
Twee autapomorfieën in het mitochondriaal DNA van Ambulacraria verwijzen naar het verwantschap met Pterobranchia, een klasse van de kraagdragers. De eerste autapomorfie is dat de mitochondriale genetische code voor het vervoeren van RNA lys-1 eiwit-gen de anticodon CTT met zich draagt, in plaats van TTT, zoals bij de meeste andere Metazoa. Het andere kenmerk is de unieke volgorde van het anticodon CUU van het molecuul tRNALys.
De aanwezigheid van varianten van het eiwit histon is een andere uitgesproken autapomorfie van de Ambulacraria.

## Geschiedenis
De Ambulacraria zijn vermoedelijk ongeveer 896 miljoen jaar geleden afgeweken van de chordadieren. Ongeveer 533 miljoen jaar geleden zijn de Ambulacraria nog eens verder verdeeld in Enchinodermata en Hemichordata.
Al in het jaar 1881, zette Metchnikoff de Echinodermata en Hemichordata in één groep, omdat hij gelijkenissen opmerkte in het larvaal stadium van deze stammen. In die tijd was dat een heel bizarre groep, maar ondertussen is Ambulacraria ondersteund door moleculaire fylogenie.